# Vinny Samways
Vincent Samways, más conocido como Vinnie, (nacido el 27 de octubre de 1968 en Bethnal Green, Londres, Inglaterra) es un exfutbolista inglés. Jugaba de centrocampista y su primer club fue el Tottenham Hotspur y colgó las botas en el Algeciras CF. Durante dos temporadas fue también entrenador UD San Pedro.

## Carrera
Samways comenzó su carrera en el Tottenham Hotspur, club en el que jugó entre el año 1986 y el 1994 y con el que consiguió la FA Cup de 1991. En 1994 se fichó por el Everton, donde jugó una temporada, siendo cedido las dos siguientes, primero en el Wolverhampton Wanderers, y luego al Birmingham City.
En diciembre de 1996 ficha por la UD Las Palmas de la segunda división española. En la temporada 1999/2000 consiguió el ascenso a primera donde se mantuvo con el club canario hasta el 2002. Con el descenso se desvincula de la UD Las Palmas, incorporándose al Sevilla FC, club donde permanece media temporada.
Al año siguiente regresó a Inglaterra  para formar parte del Walsall FC, manteniéndose en ese equipo una temporada. En 2004 regresó a España para formar parte de las filas del Algeciras CF, donde se retiró en 2005.

## Selección nacional
Fue internacional con la Selección de fútbol de Inglaterra sub-21 en 1988.

## Clubes
| Club                    | País       | Año       |
| ----------------------- | ---------- | --------- |
| Tottenham Hotspur       | Inglaterra | 1986-1994 |
| Everton FC              | Inglaterra | 1994-1995 |
| Wolverhampton Wanderers | Inglaterra | 1995-1996 |
| Birmingham City         | Inglaterra | 1996      |
| UD Las Palmas           | España     | 1996-2002 |
| Sevilla FC              | España     | 2002      |
| Walsall FC              | Inglaterra | 2003-2004 |
| Algeciras CF            | España     | 2004-2005 |